# Daniel Neufeld
Daniel Neufeld (ur. 1814 w Praszce, zm. 15 października 1874 w Warszawie) – pedagog, publicysta, pisarz tworzący głównie teksty o judaizmie, działacz asymilacyjny żydowskiego pochodzenia.

## Życiorys
Ukończył żydowską szkołę religijną w Praszce. Następnie uczęszczał do dwuklasowej szkoły wydziałowej w Wieluniu. W 1838 roku otworzył w swojej rodzinnej miejscowości szkołę podstawową dla żydowskich chłopców, której program obejmował naukę języków obcych oraz promował judaizm postępowy. W latach 1840–1860 objął dyrektorstwo w częstochowskiej szkole o podobnym charakterze. Około 1860 roku przeniósł się do Warszawy, gdzie rok później założył polskojęzyczny tygodnik „Jutrzenka”. Mimo że Neufeld nie wspierał bezpośrednio powstania styczniowego, w 1863 roku władze carskie objęły zakazem wydawniczym pismo, a jego samego aresztowano i zesłano na dwa lata do Czelabińska. Po powrocie do Warszawy, ze względu na politykę represyjną zaborcy, nie mógł kontynuować działalności publicystycznej. Dokonał natomiast tłumaczeń modlitewników żydowskich z języka hebrajskiego na język polski, pisał wiersze, a także promował asymilację oraz idee postępowego judaizmu .
Pod koniec życia przeprowadził się do Piotrkowa Trybunalskiego, gdzie pełnił funkcję honorowego prezesa szpitala żydowskiego.

## Publikacje

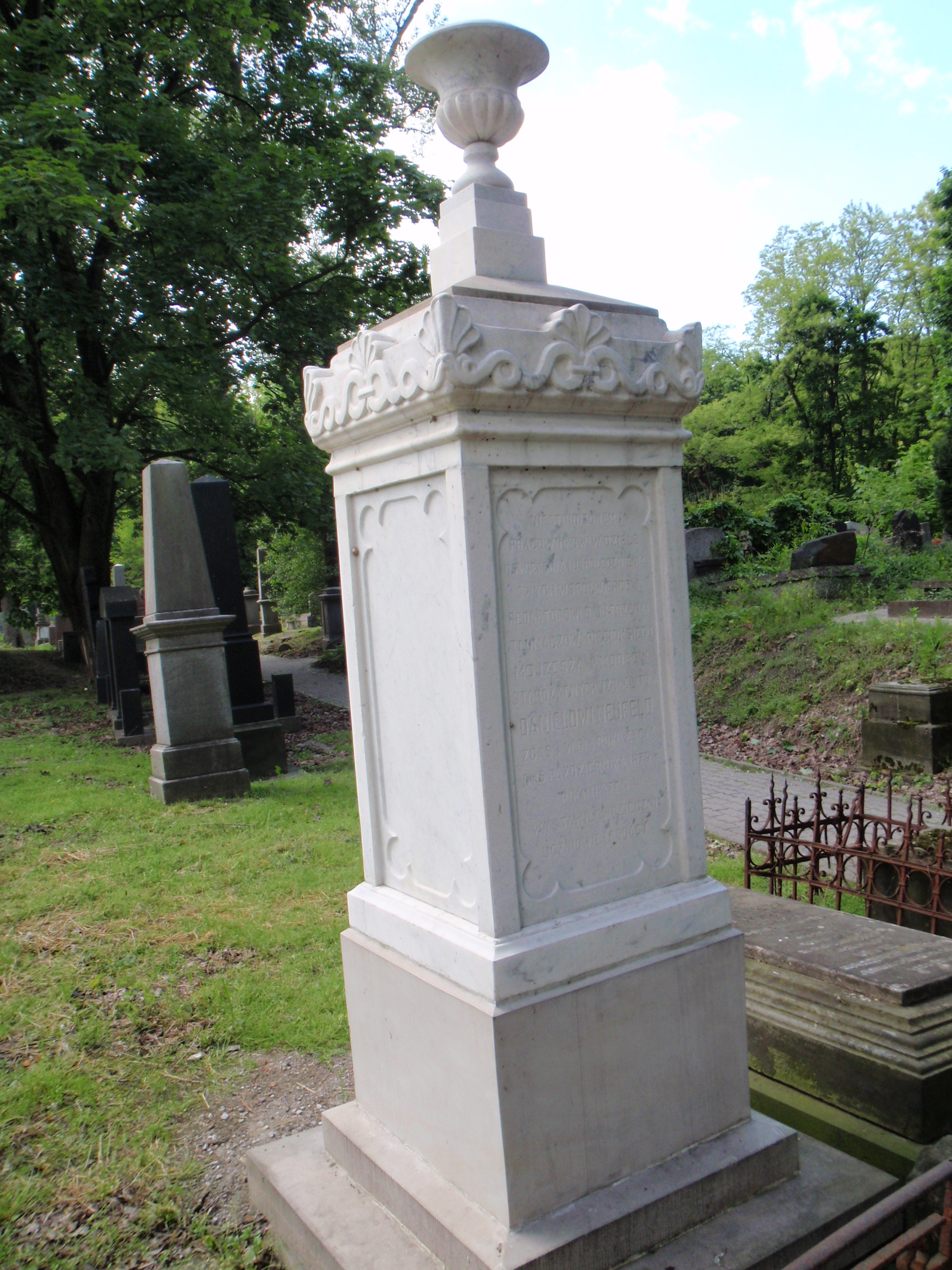
Grób Daniela Neufelda na cmentarzu żydowskim w Warszawie

### Działalność leksykograficzna
Tworzył hasła do Encyklopedii powszechnej dotyczące zagadnień kultury żydowskiej .

### Modlitewniki i tłumaczenia
Przetłumaczył na język polski i zredagował Gnomologia Ojców Synagogi, Hagada Szel Pesach czyli Wspomnienia o wyjściu Izraelitów z Egiptu, Modlitwy dla dzieci izraelskich, Modły starożytne Izraelitów, Wielki Sanhedryn paryzki w roku 1806, przez Napoleona I. zwołany. Przyczynek Historyczny do rozjaśnienia kwestyi żdowskiéj .

### TygodnikJutrzenka
W latach 1861–1863 był redaktorem tygodnika Jutrzenka. Na jego łamach najbardziej bojowa grupa zwolenników asymilacji propagowała polonizację Żydów. Do zamknięcia pisma przez władze carskie udało się wydać 121 numerów.

## Poglądy

### Chasydyzm
Nie potępiał całego chasydyzmu, co stanowiło niepopularną postawę wśród współczesnych mu Żydów. Propagował potrzebę edukacji chasydów.
Jego pozytywna postawa względem tej grupy wynikała z faktu, iż znał osobiście cadyków. Był jedynym publicystą zajmujący się tym zagadnieniem, który korzystał z własnych doświadczeń oraz obserwacji. Opisując znane mu wspólnoty, nie skupił się na ich powstaniu czy historii, ale przede wszystkim na szczegółowym ujęciu zajęć, formy świętowania, modlitwy i ubioru społeczności chasydzkiej. Neufeld cenił i pochwalał w niej solidarność, troskę o rodzinę, ideowe oraz religijne wychowanie. W swych pracach starał się skupiać na dobrych cechach chasydyzmu.
Wizja chasydów według Neufelda była odbierana w taki sam sposób jedynie w wąskim gronie warszawskich Żydów.

### Solidarność
Nawoływał do solidarności różnych środowisk żydowskich (mitnagdim, chasydzi, intergracjonaliści), która prowadziłaby do pojednania zwaśnionych obozów zamieszkujących tereny dawnej Rzeczypospolitej. Dzięki zgodzie i jedności uzyskaliby silne stanowisko na arenie społecznej, a tym samym równouprawnienie wśród pozostałych mieszkańców tych ziem.

### Akulturacja Żydów
Uważał, że do pełnej akulturacji z Polakami można dojść dzięki wykształceniu wszystkich warstw i grup społeczeństwa żydowskiego. Propagował naukę języka hebrajskiego, by studiować Biblię. Mając jednak świadomość, iż znajomość tego języka wśród Żydów była niewielka, przekonywał o wadze języka polskiego jako medium, dzięki któremu można krzewić ideę postępu. Dodatkowym aspektem wynikającym z użycia języka polskiego do tego celu, była możliwość włączenia się Polaków do społecznej dyskusji kwestii żydowskich.
Integracja miała się dokonać jego zdaniem na poziomie społecznym i kulturowym, ale nie religijnym, a jedność polsko-żydowska miała być warunkiem odzyskania przez Polskę niepodległości.

## Miejsce pochówku
Jest pochowany na cmentarzu żydowskim przy ulicy Okopowej w Warszawie (kwatera 2, uliczka 1).